# Ульяновск (особая экономическая зона)

Производственные помещения ОЭЗ «Ульяновск»

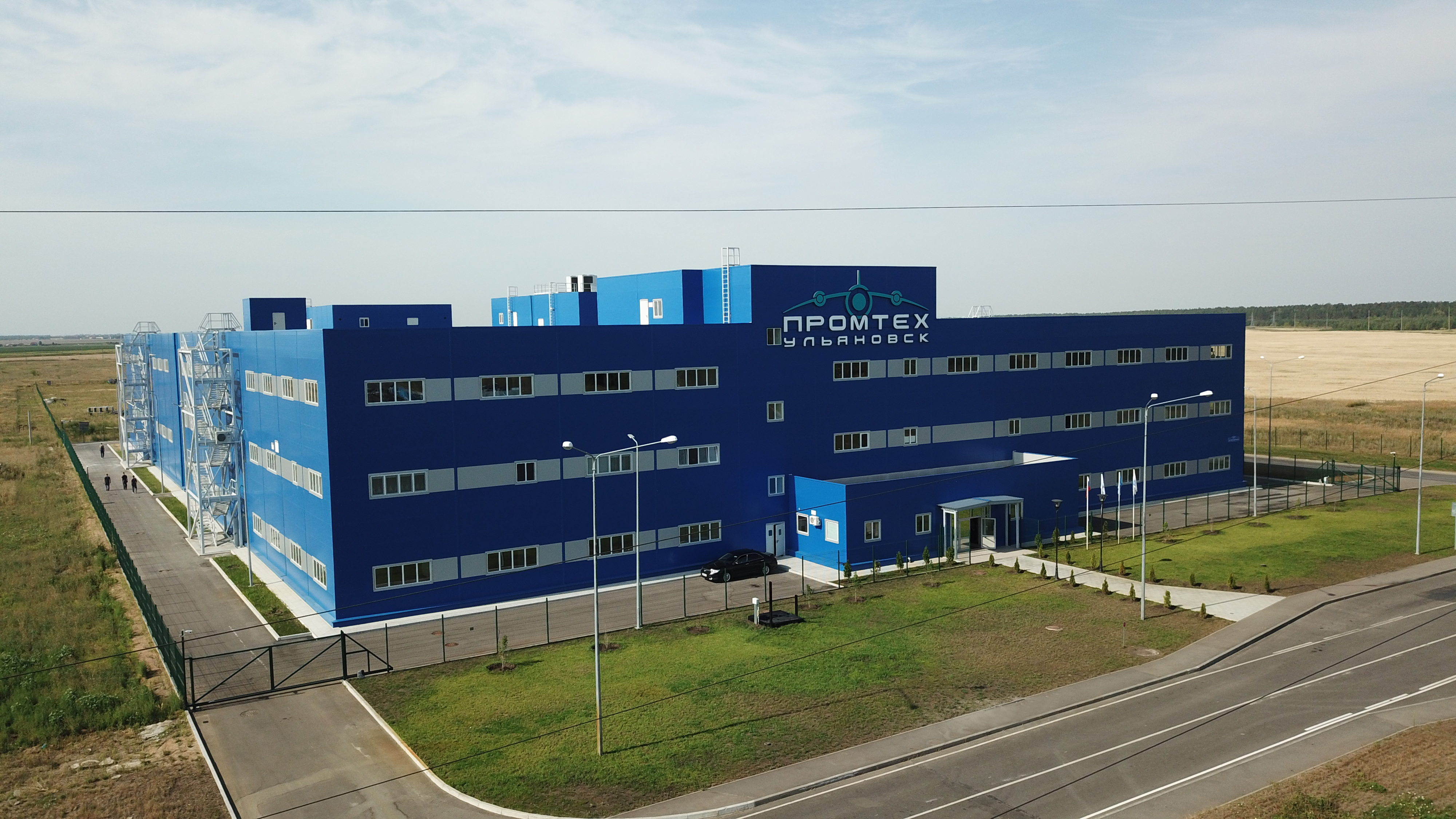
Завод «ПРОМТЕХ-Ульяновск»

Особая экономическая зона «Ульяновск» — единственная аэропортовая особая экономическая зона в России, расположена в Чердаклинском районе Ульяновской области, возле международного аэропорта «Ульяновск-Восточный». Управляющая компания — АО «Портовая особая экономическая зона «Ульяновск». 

## Описание
Территория, изначально составлявшая 120 га, была увеличена до 324,7 га. Общая площадь — 433 га. В особую экономическую зону входит индустриальный парк «Платформа».
Основные направления деятельности резидентов — авиастроение, техническое обслуживание и ремонт воздушных судов, производство электроники, машиностроение, оптовая торговля.
В 2018 Счётная палата особую экономическую зону посчитала неэффективной. Показатель эффективности функционирования за 2020 год — 100 %.

## История

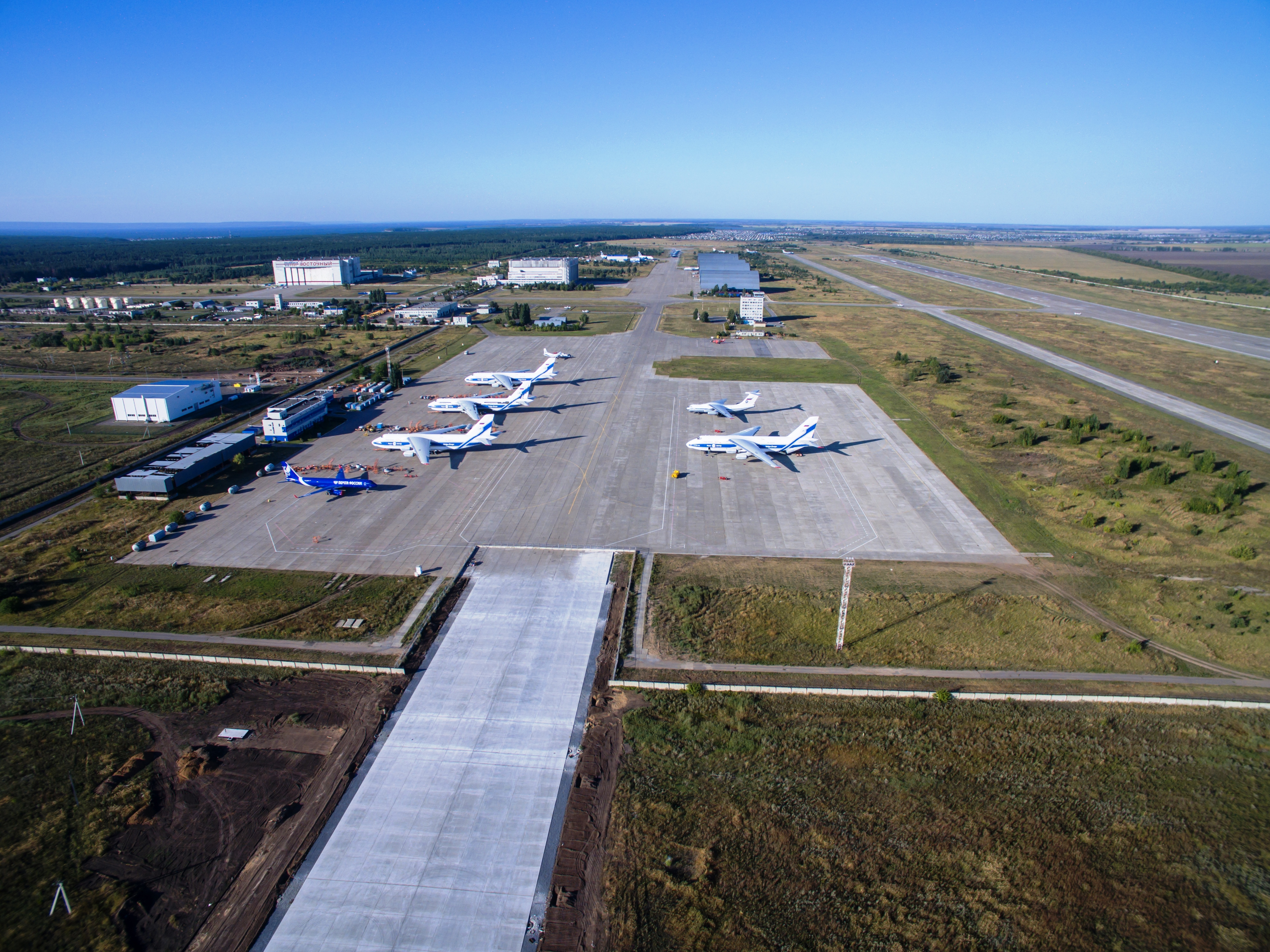
Рулежная дорожка ОЭЗ «Ульяновск»

В июне 2008 года Ульяновская область стала одним из победителей конкурса Министерства экономического развития Российской Федерации на право создания портовой особой экономической зоны на территории региона.
По итогам конкурса, в соответствии с Постановлением Правительства Российской Федерации № 1163 от 30 декабря 2009 года и Соглашением № 1102-ОС/Д25 от 30 января 2010 года, на базе международного аэропорта «Ульяновск-Восточный» в Чердаклинском районе образована особая экономическая зона.
В сентябре 2010 года, в качестве управляющей компании, создан филиал ОАО «Особые экономические зоны» в Ульяновской области.
21 августа 2013 стартовало строительство инфраструктуры. 26 сентября 2013 подписано Постановление Правительства Российской Федерации № 849, в соответствии с которым на создание объектов инфраструктуры дополнительно выделено 6,953 млрд рублей из федерального бюджета и не менее 3,98 млрд рублей из регионального бюджета.
4 апреля 2014 проект особой экономической зоны представлен Председателю Правительства Российской Федерации Д. А. Медведеву в ходе его визита в Ульяновск.
26 августа 2014 зарегистрировано АО «Портовая особая экономическая зона «Ульяновск». Учредителями образованного акционерного общества стали АО «Особые экономические зоны» и АО «Корпорация развития Ульяновской области».
В 2021 заняла третье место в V национальном рейтинге лучших особых экономических зон России. В 2022 заняла четвёртое место в VI национальном рейтинге лучших особых экономических зон России.